# 6094 Hisako
6094 Hisako è un asteroide della fascia principale. Scoperto nel 1990, presenta un'orbita caratterizzata da un semiasse maggiore pari a 2,6374697 UA e da un'eccentricità di 0,1389376, inclinata di 12,14520° rispetto all'eclittica.